# 島村幸大
島村 幸大（しまむら ゆきひろ、1986年〈昭和61年〉3月22日 - ）は、日本のミュージカル俳優である。群馬県吾妻郡東吾妻町出身。劇団四季所属。

## 略歴
幼少時にピアノと日舞を始め、東吾妻町立原町中学時代は水泳部で活動し、高崎市立高崎経済大学附属高等学校ピアノ科に進学する。
高校3年時に劇団四季の『マンマ・ミーア!』を初めて観たのをきっかけに夢中になり、『ライオンキング』で四季のオーディションを受けることを志すようになる。高校のピアノ講師の夫で当時声楽家の種井静夫に師事した。のちに種井とは劇団四季で同僚となる。
大学では声楽科に進学し、2008年に声楽でオーディションを受けて合格。劇団四季に入団し、『ライオンキング』で初舞台。後に主人公シンバを演じる。
2015年に上演予定の『アラジン』でオーディションにより主役のアラジン役候補に選ばれた。その後稽古を重ね、2015年5月劇団四季オリジナルキャストのアラジン役として初日舞台に立った。

## 出演作品
- ライオンキング（シンバ、アンサンブル）
- 嵐の中の子供たち（ポー）
- はだかの王様 （デニム）
- むかしむかしゾウがきた （太郎坊）
- アラジン （アラジン）
- ソング&ダンス65
- ジョン万次郎の夢 （万次郎、五右衛門）